# Mus caroli
Mus caroli és una espècie de mamífer rosegador de la família dels múrids. Viu a Cambodja, Indonèsia, el Japó, Laos, Malàisia, Myanmar, Tailàndia, Taiwan, el Vietnam i la Xina. Es tracta d'un animal nocturn. Ocupa una gran varietat d'hàbitats, amb l'única excepció dels deserts freds. És una espècie en risc mínim, és a dir, no sembla que hi hagi cap amenaça significativa per a la seva supervivència. L'espècie fou anomenada en honor del banquer i entomòleg britànic Nathaniel Charles Rothschild.